# Liste der Bodendenkmale in Molauer Land
In der Liste der Bodendenkmale in Molauer Land sind alle Bodendenkmale der Gemeinde Molauer Land und ihrer Ortsteile aufgelistet. Grundlage ist die Veröffentlichung der Landesdenkmalliste mit Stand vom 25. Februar 2016. Die Baudenkmale sind in der Liste der Kulturdenkmale in Molauer Land aufgeführt.
| Denkmal-ID | Fundart            | Ortsteil       | Bezeichnung            | Zeitstellung | Lage                                                               | Bemerkungen                                                                 | Bild |
| ---------- | ------------------ | -------------- | ---------------------- | ------------ | ------------------------------------------------------------------ | --------------------------------------------------------------------------- | ---- |
| 428300668  | besonderer Stein   | Molau          | Taufstein, Taufbecken  | Mittelalter  | im Ort Kirchhof, südlich neben der Kirche ()                       | Standort auf ummauerten Areal der Kirche (SW-Ecke) – älterer Taufstein      |      |
| 428300173  | Befestigung > Burg | Molau          | Wasserburg „Der Wal“   | Mittelalter  | nordwestlicher Ortsrand (Lage)                                     | hufeisenförmiger Teich mit begehbarer Insel                                 |      |
| 428300163  | Befestigung > Burg | Casekirchen    | Gipfelburg „Kirchberg“ | Mittelalter  | südöstlicher Ortsrand (Lage)                                       | durch neuzeitlichen Friedhof und Kirche überbaut                            |      |
| 428300651  | besonderer Stein   | Kleingestewitz | Bauernstein            | undatiert    | Dorfplatz unter Linde (Lage)                                       | flacher unebener Sandstein, polygonal, daneben ein zweiter, kleinerer Stein |      |
| 428300643  | besonderer Stein   | Leislau        | Waidstein, Mühlenstein | Mittelalter  | Dorfzentrum, kleine Grünfläche (Straße nach Kleingestewitz) (Lage) | Waid- / Mühlenstein, 13.–17. Jh. (Farbmühle)                                |      |